# 陈桥村
江苏省高邮市马棚镇陈桥村，因地方上陈姓人口较多而名，南临马棚镇和横径河，东临京杭大运河和高邮湖，自古为鱼米水乡，盛产水稻和小麦，属长江中下游里下河地区气候，下设7个生产队，曾设有小学一座，后并入马棚镇中心小学，最后一名校长陈永丰。现在陈桥村与其他几个村合称十桥村。